# Кит Харингтон
Кит Харингтон (енгл. Kit Harington; 26. децембар 1986) британски је глумац најпознатији по улози Џона Снежног у серији Игра престола телевизијске мреже ХБО.

## Филмографија
| Филмови             |                                |               |               |                                                                                            |
| Година              | Српски назив                   | Изворни назив | Улога         | Напомене                                                                                   |
| 2012.               | Сајлент Хил: Откровење         |               | Винсент       |                                                                                            |
| 2014.               | Помпеја                        |               | Мајло         |                                                                                            |
| 2014.               | Како да дресирате свог змаја 2 |               | Ерет (глас)   |                                                                                            |
| 2014.               | Завет младости                 |               | Роланд Лејтон |                                                                                            |
| 2015.               | Седми син                      |               | Бил Бредли    |                                                                                            |
| 2019.               | Како да дресирате свог змаја 3 |               | Ерет (глас)   |                                                                                            |
| 2021.               | Вечни                          |               | Дејн Витман   |                                                                                            |
| Телевизијске серије |                                |               |               |                                                                                            |
| 2011−2019.          | Игра престола                  |               | Џон Снежни    | номинација — Награда Удружења глумаца за најбољу глумачку поставу у драмској серији (2011) |
| 2021.               | Пријатељи: Поново заједно      |               | сам себе      |                                                                                            |